# Reactive Blue 235
C.I. Reactive Blue 235 ist ein hetero-bifunktioneller Reaktivfarbstoff mit einem Monofluortriazin- und einem aliphatischen Vinylsulfon-Reaktivanker und damit ein Beispiel für eine relativ neue Entwicklung auf dem Gebiet der Reaktivfarbstoffe. Bei dem Chromophor des Produkts handelt es sich um ein Formazan-Cu-Komplex-Farbstoff.

## Abbau
Es gab Untersuchungen zur Abwasserbehandlungen mit Bambusfasern die mit dem Tensid Cetyltrimethylammoniumbromid (CTAB) Modifiziert wurden um die Entfernung von Reactive Blue 235 aus Abwässern zu verbessern.

## Externe Links zu erwähnten Verbindungen
1. ↑  Externe Identifikatoren von bzw. Datenbank-Links zu Reactive Blue 235 (Struktur nicht definiert):  CAS-Nr.: 149315-82-2, EG-Nr.: 604-686-8, ECHA-InfoCard: 100.114.676, Wikidata: Q135181542.